# Austrodomus scaber
Austrodomus scaber is een spinnensoort in de taxonomische indeling van de Prodidomidae.
Het dier behoort tot het geslacht Austrodomus. De wetenschappelijke naam van de soort werd voor het eerst geldig gepubliceerd in 1904 door William Frederick Purcell.